# Wyścigowe Samochodowe Mistrzostwa Polski 1954
Sezon 1954 był drugim sezonem Wyścigowych Samochodowych Mistrzostw Polski.

## Charakterystyka
Sezon liczył cztery eliminacje na torach w Krakowie, Katowicach, Lublinie i Wiśle. Zawody były rozgrywane w pięciu klasach: sportowej powyżej 1600 cm³, sportowej do 1600 cm³, sportowej do 1300 cm³, sportowej do 750 cm³ oraz turystycznej powyżej 1600 cm³. Punkty przyznawane były sześciu najlepszym kierowcom według klucza 8-6-4-3-2-1, przy czym do klasyfikacji generalnej liczyły się trzy najlepsze wyniki. W poszczególnych wyścigach klasyfikowani byli kierowcy z czasem poniżej 110% zwycięzcy danej klasy.

## Zwycięzcy
| Data        | Tor      | Klasa           | Zwycięzca (kierowcy) | Samochód      | Zwycięzca (zespoły) |
| ----------- | -------- | --------------- | -------------------- | ------------- | ------------------- |
| 23 maja     | Kraków   | S pow. 1600 cm³ | Michał Nahorski      | SAM MN-Lancia | OM Katowice         |
| 23 maja     | Kraków   | S do 1600 cm³   | Michał Nahorski      | SAM MN-Lancia | OM Katowice         |
| 23 maja     | Kraków   | S do 1300 cm³   | Antoni Weiner        | SAM-DKW       | OM Katowice         |
| 23 maja     | Kraków   | S do 750 cm³    | Antoni Weiner        | SAM-DKW       | OM Katowice         |
| 23 maja     | Kraków   | T pow. 1600 cm³ | Longin Bielak        | Citroën       | Start Warszawa      |
| 4 lipca     | Katowice | S pow. 1600 cm³ | Michał Nahorski      | SAM MN-Lancia | OM Katowice         |
| 4 lipca     | Katowice | S do 1600 cm³   | Michał Nahorski      | SAM MN-Lancia | OM Katowice         |
| 4 lipca     | Katowice | S do 1300 cm³   | Stanisław Jabłoński  | SAM-DKW       | OM Katowice         |
| 4 lipca     | Katowice | S do 750 cm³    | Stanisław Jabłoński  | SAM-DKW       | OM Katowice         |
| 4 lipca     | Katowice | T pow. 1600 cm³ | Zygmunt Skoczkowski  | Tatraplan     | OM Warszawa         |
| 29 sierpnia | Lublin   | S pow. 1600 cm³ | Michał Nahorski      | SAM MN-Lancia | OM Katowice         |
| 29 sierpnia | Lublin   | S do 1600 cm³   | Aleksander Kosior    | SAM           | Stal Lublin         |
| 29 sierpnia | Lublin   | S do 1300 cm³   | Stanisław Jabłoński  | SAM-DKW       | OM Katowice         |
| 29 sierpnia | Lublin   | S do 750 cm³    | Antoni Weiner        | SAM-DKW       | OM Katowice         |
| 29 sierpnia | Lublin   | T pow. 1600 cm³ | Zygmunt Skoczkowski  | Tatraplan     | OM Warszawa         |
| ?           | Wisła    | S pow. 1600 cm³ | Michał Nahorski      | SAM MN-Lancia | OM Katowice         |
| ?           | Wisła    | S do 1600 cm³   | Michał Nahorski      | SAM MN-Lancia | OM Katowice         |
| ?           | Wisła    | S do 1300 cm³   | Antoni Weiner        | SAM-DKW       | OM Katowice         |
| ?           | Wisła    | S do 750 cm³    | Antoni Weiner        | SAM-DKW       | OM Katowice         |
| ?           | Wisła    | T pow. 1600 cm³ | Longin Bielak        | Citroën       | Start Warszawa      |

## Klasyfikacje generalne
| Legenda oznaczeń w tabelach wyników Wyświetl szablon na nowej stronie | Legenda oznaczeń w tabelach wyników Wyświetl szablon na nowej stronie                                                                     |
| Oznaczenie                                                            | Wyjaśnienie |
| --------------------------------------------------------------------- | --- |
| Złoty                                                                 | Zwycięzca lub mistrzostwo |
| Srebrny                                                               | 2. miejsce lub wicemistrzostwo |
| Brązowy                                                               | 3. miejsce lub II wicemistrzostwo |
| Zielony                                                               | Ukończył, punktował (w klasyfikacji generalnej, gdy zdobył co najmniej jeden punkt na przestrzeni sezonu, poza trzema powyższymi opcjami) |
| Niebieski                                                             | Ukończył, nie punktował (w klasyfikacji generalnej, gdy nie zdobył co najmniej jednego punktu na przestrzeni sezonu)                      |
| Czerwony                                                              | Nie zakwalifikował się (NZ) |
| Czerwony                                                              | Nie prekwalifikował się (NPK) |
| Różowy                                                                | Nie ukończył (NU) |
| Różowy                                                                | Niesklasyfikowany (NS) (w klasyfikacji generalnej, gdy nie został sklasyfikowany w żadnym wyścigu sezonu)                                 |
| Czarny                                                                | Zdyskwalifikowany (DK) |
| Czarny                                                                | Wykluczony (WYK/EX) |
| Biały                                                                 | Nie wystartował (NW) |
| Biały                                                                 | Kontuzjowany (K/INJ) |
| Biały                                                                 | Wyścig odwołany (OD/C) |
| Bez koloru                                                            | Został wycofany (WYC/WD) |
| Bez koloru                                                            | Nie przybył (NP/DNA) |
| Bez koloru                                                            | Nie brał udziału w treningach (NT/DNP) |
| Bez koloru                                                            | Nie został zgłoszony (–) |
| Pogrubienie                                                           | Start z pole position |
| Kursywa                                                               | Najszybsze okrążenie wyścigu |
| †                                                                     | Nie ukończył, ale jego rezultat został zaliczony ze względu na przejechanie więcej niż 90% dystansu wyścigu.                              |
| *                                                                     | Sezon w trakcie |
| 1/2/3                                                                 | Punktowana pozycja w sprincie kwalifikacyjnym                                                                                             |
| Lista systemów punktacji Formuły 1                                    | |

### Klasa S pow. 1600 cm³
| Poz. | Kierowca             | Zespół      | Polska | Polska | Polska | Polska | Punkty |
| ---- | -------------------- | ----------- | ------ | ------ | ------ | ------ | ------ |
| 1    | Michał Nahorski      | OM Katowice | 1      | 1      | 1      | 1      | 24     |
| 2    | Aleksander Mazurek   | OM Warszawa | 2      | 2      | 2      | 5      | 18     |
| 3    | Tadeusz Tabencki     | OM Warszawa | 3      |        | 3      | 2      | 14     |
|      | Kazimierz Tarczyński | OM Warszawa | NU     |        |        |        |        |
|      | Franciszek Postawka  | OM Kraków   | NU     |        |        |        |        |
|      | Sobiesław Zasada     | OM Kraków   | NU     |        |        |        |        |
|      | Grzegorz Timoszek    | OM Warszawa |        | NU     | NU     |        |        |
|      | G. Markowski         | OM Warszawa |        |        | NS     |        |        |

### Klasa S do 1600 cm³
| Poz. | Kierowca          | Zespół      | Polska | Polska | Polska | Polska | Punkty |
| ---- | ----------------- | ----------- | ------ | ------ | ------ | ------ | ------ |
| 1    | Michał Nahorski   | OM Katowice | 1      | 1      | NU     | 1      | 24     |
| 2    | Aleksander Kosior | Stal Lublin | 2      | 2      | 1      | 2      | 20     |

### Klasa S do 1300 cm³
| Poz. | Kierowca            | Zespół      | Polska | Polska | Polska | Polska | Punkty |
| ---- | ------------------- | ----------- | ------ | ------ | ------ | ------ | ------ |
| 1    | Antoni Weiner       | OM Katowice | 1      |        | 2      | 1      | 22     |
| 2    | Stanisław Jabłoński | OM Katowice |        | 1      | 1      | 3      | 20     |
|      | Jan Sanecznik       | OM Katowice |        |        |        | 2      |        |

### Klasa S do 750 cm³
| Poz. | Kierowca            | Zespół        | Polska | Polska | Polska | Polska | Punkty |
| ---- | ------------------- | ------------- | ------ | ------ | ------ | ------ | ------ |
| 1    | Antoni Weiner       | OM Katowice   | 1      | NU     | 1      | 1      | 24     |
| 2    | Stanisław Jabłoński | OM Katowice   | NU     | 1      | 2      | 2      | 20     |
|      | Marian Ripper       | Ogniwo Kielce | 2      |        |        |        |        |

### Klasa T pow. 1600 cm³
| Poz. | Kierowca            | Zespół         | Polska | Polska | Polska | Polska | Punkty |
| ---- | ------------------- | -------------- | ------ | ------ | ------ | ------ | ------ |
| 1    | Zygmunt Skoczkowski | OM Warszawa    |        | 1      | 1      | 2      | 22     |
| 2    | Longin Bielak       | Start Warszawa | 1      | 2      | 2      | 1      | 22     |